# Семьоно-Макаренський
Семьоно-Макаренський (рос. Семёно-Макаренский)  — хутір Шовгеновського району Адигеї Росії. Входить до складу Джерокайського сільського поселення.
Населення —  96 осіб (2015 рік). 